# Nicolas d'Estienne d'Orves
Pour les articles homonymes, voir D'Estienne d'Orves.
Nicolas d’Estienne d’Orves est un écrivain et journaliste français né le 10 septembre 1974 à Neuilly-sur-Seine.

## Biographie
Nicolas d’Estienne d’Orves est le petit-neveu du résistant Honoré d'Estienne d'Orves.
Ancien élève du collège de Juilly (Seine-et-Marne) et d’hypokhâgne, après des stages dans les milieux du cinéma et de l’opéra, il a fait des études à la Sorbonne (DEA de lettres modernes spécialisées).[réf. nécessaire]
Il devient l’ayant droit de l’écrivain collaborationniste Lucien Rebatet. À 22 ans, alors qu’il rédige un mémoire de maîtrise à la Sorbonne, il découvre son Histoire de la musique et se passionne pour son auteur. À cette occasion, il rencontre l’exécuteur testamentaire de Rebatet, Pierre Darrigrand, qui avant de mourir brutalement d’un cancer lui demande de devenir, à son tour, l’ayant droit de l’écrivain. En 2017, il a confié l'intégralité de ces archives à l'Institut mémoires de l'édition contemporaine (IMEC).
Nicolas d’Estienne d’Orves a collaboré au Figaro littéraire, à Madame Figaro, au Figaro Magazine et au Spectacle du Monde.
Pendant quatre ans et demi, il a animé une chronique un samedi midi par mois dans l’émission de Benoît Duteurtre, Étonnez-moi Benoît sur France Musique. En décembre 2008, il en est renvoyé par son directeur Marc-Olivier Dupin après avoir diffusé une version paillarde du chant de Noël Il est né le divin enfant.
Chroniqueur au Figaroscope, critique musical au Figaro et chroniqueur musical à Classica, il collabore régulièrement aux Échos.
Depuis 2011, il est membre du jury du prix Saint-Germain et, depuis 2012, membre du jury du prix Cazes-Brasserie Lipp.
Il est l’auteur de plusieurs nouvelles, essais et romans, notamment Othon ou l'Aurore immobile, couronné par le prix Roger-Nimier en 2002.
En 2018, il publie Le Silence et la Fureur (XO éditions), un thriller écrit à quatre mains avec sa mère, la scénariste franco-américaine Natalie Carter.
En 2022 sort Ce que l'on sait de Max Toppard (Albin Michel), ouvrage initialement prévu en avril 2020 et repoussé par la pandémie. Il s'agit d'une biographie romancée d'un des pères fondateurs du cinéma français.

### Vie privée
Il est père de deux fils. Il devient le compagnon de l'écrivaine Emma Becker et constitue une source d'inspiration d'un personnage du roman de celle-ci Le Mal joli.

### Le cas Max Toppard

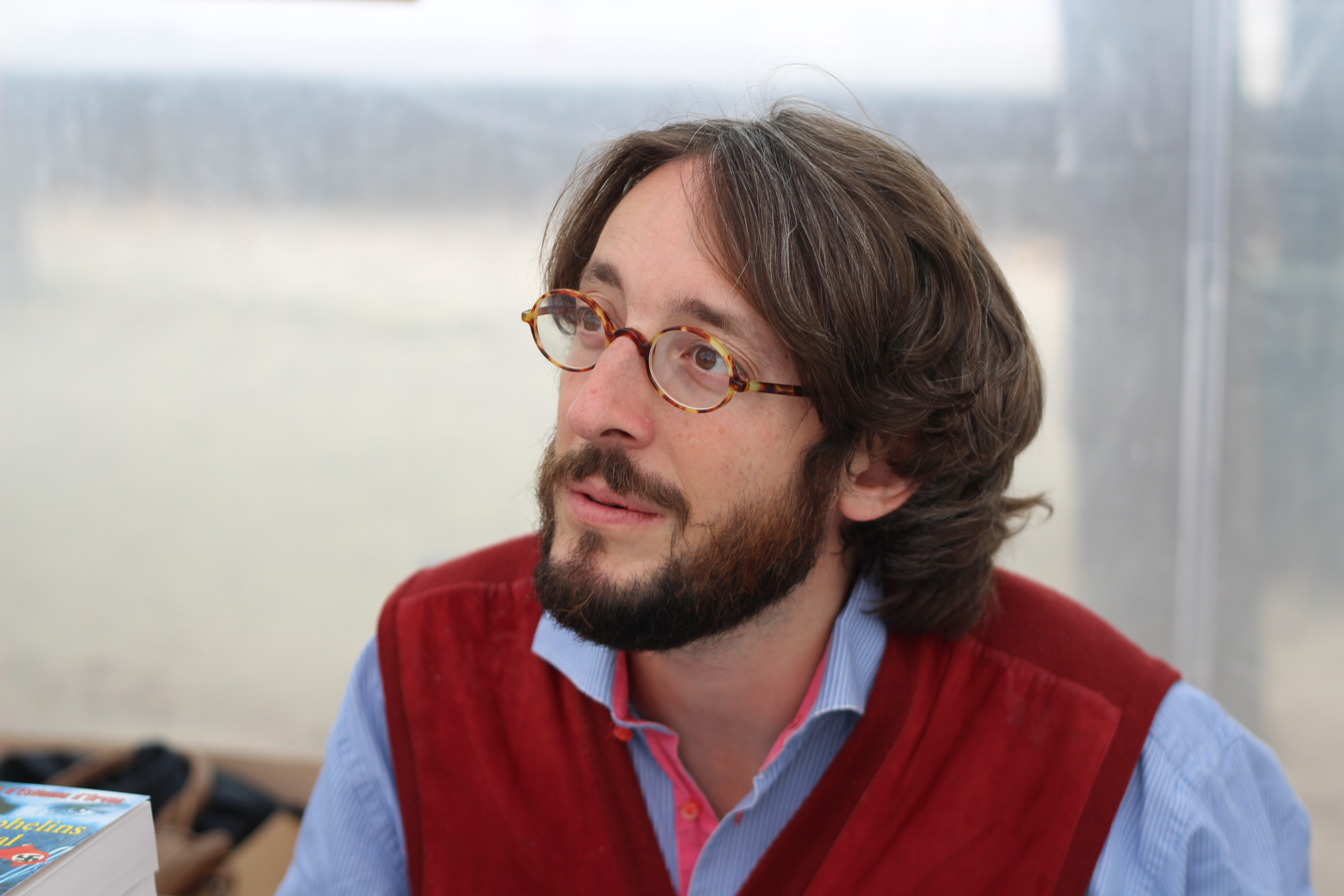
Nicolas d'Estienne d'Orves en 2014.

Dans Ce que l'on sait de Max Toppard (Albin Michel, 2022), il tente de démêler le vrai du faux dans la vie du cinéaste français Maurice Taupard (1899-1942), qui prendra le pseudonyme de Max Toppard aux Etats-Unis. Taupard aurait grandi avec son père, en Bretagne, sans doute dans le Phare de l'île Noire non loin de Morlaix. A 13 ans, il travaille pour Charles Pathé et Max Linder. Arrivé à Hollywood au début de la première guerre mondiale, il est figurant puis assistant de D.W. Griffith puis de Charlie Chaplin. Mobilisé en 1917, il fait partie de la 9e compagnie du 415e régiment de la  163e division d'infanterie, sous le commandement de Charles de Menditte.
L’absence de témoignages, de photographies, de documents a toujours jeté le doute sur l’existence même de Max Toppard.

### Les sept péchés capitaux signés NéO
A partir de 2025, il se lance dans une série romanesque sur le thème des sept péchés capitaux, chez Albin Michel. Il s'agit de publier un livre par an, dans la tradition du roman d'atmosphère et de suspense, héritée de Daphné du Maurier ou de Boileau-Narcejac, et fortement influencé par les ambiances vénéneuses à la Hitchcock ou Polanski.
Le premier volume, L'Ile de l'orgueil, sort en février 2025. Les couleurs de la luxure sortiront à l'hiver 2026. Puis le cycle se déroulera sur 7 ans : Pure gourmandise (2027), La si douce avarice (2028), Les enfants de la paresse (2029), Une irrépressible envie (2030), Les forêts de la colère (2031).
Afin de marquer une différence avec ses autres ouvrages et pour donner une cohérence à cet ensemble romanesque dont tous les livres se répondent sans se suivre (on peut les lire dans le désordre) Nicolas d'Estienne d'Orves les signe NéO.

## Ouvrages

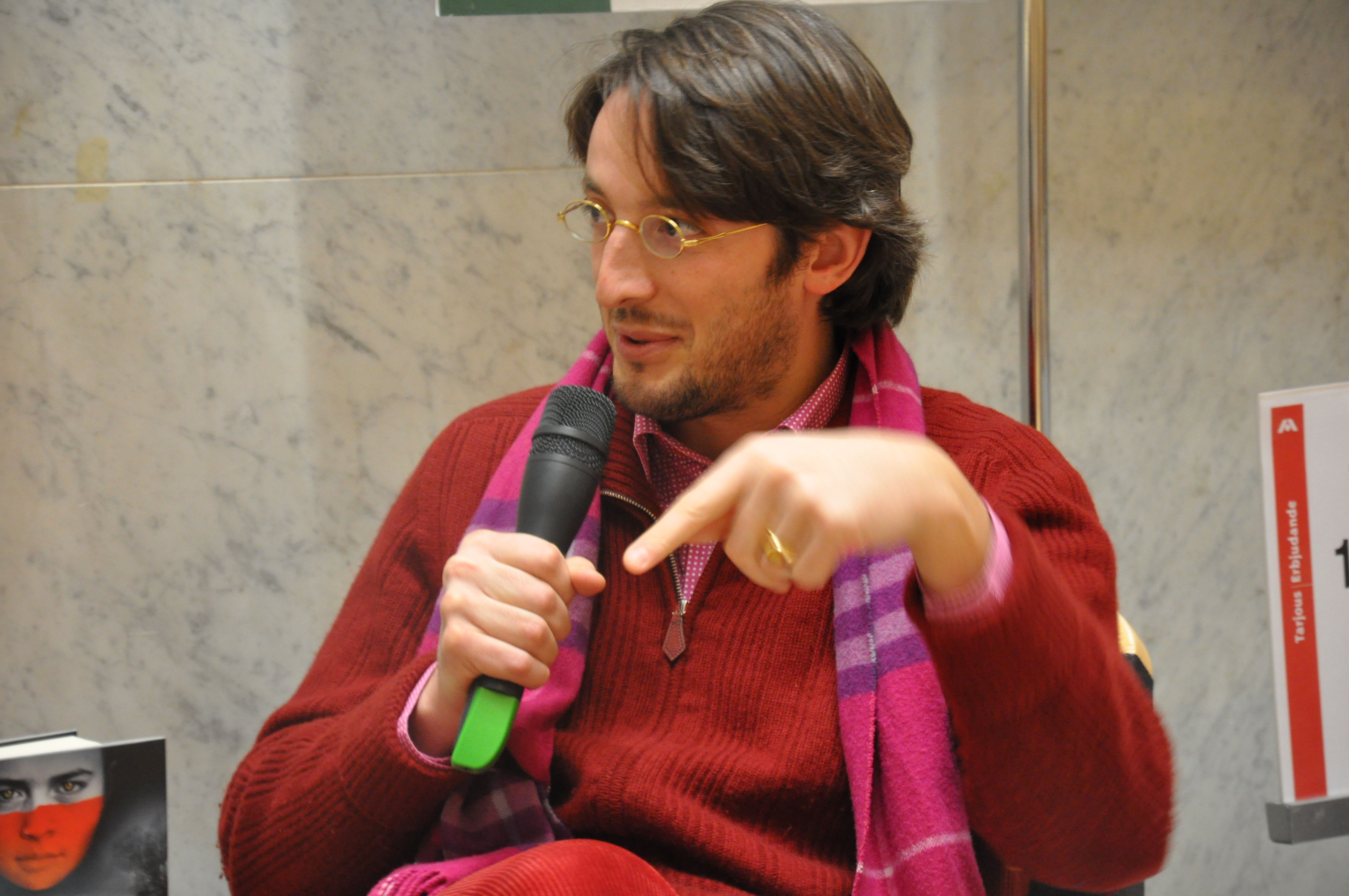
Nicolas d’Estienne d’Orves en 2009.

### Romans et essais
- Le Sourire des enfants morts, Les Belles lettres, 2001
- Les Aventures extraordinaires de l'opéra, Les Belles lettres, 2002
- Fin de race, Flammarion, 2002 Prix Jacques-Bergier 2002[10].
- Othon ou l'Aurore immobile, Les Belles lettres, 2002 Prix Roger-Nimier 2002.
- Le Regard du poussin, Les Belles lettres, 2003
- Rue de l’autre monde, Le Masque, 2003
- Un été en Amérique, Flammarion, 2004
- La Sainte Famille, Mille et une nuits, 2005
- Bulletin blanc ! : Autofriction, Éditions du Rocher, 2005
- Les Orphelins du mal, XO, 2007
- Les Derniers Jours de Paris, XO, 2009 Prix de la ville du Touquet[11].
- Le Petit Néo de la conversation, Jean-Claude Lattès, 2009
- Coup de fourchette, Éditions du Moteur, 2010 Réédition dans Six façons de le dire, ouvrage collectif avec Yasmina Khadra, Sophie Adriansen, Mercedes Deambrosis, David Foenkinos, Christophe Ferré, Éditions du Moteur, 2011.
- Jacques Offenbach, Actes Sud, 2010 Prix de la ville de Deauville 2010[12].
- Je pars à l’entracte, NiL Éditions, coll. « Les Affranchis », 2011
- L’Enfant du premier matin, XO, 2011 Prix des romancières 2012.
- Les Fidélités successives, Albin Michel, 2012 Prix Cazes Brasserie-Lipp[13] - Prix du feuilleton 2012 - Prix de Val-d'Isère 2013.
- Le Village de la fin du monde, Grasset, 2012
- La Dévoration, Albin Michel, 2014
- Dictionnaire amoureux de Paris, Plon, 2015 Prix Jean-Jacques Berger 2015 de l'Académie des sciences morales et politiques - Prix de l'académie Rabelais 2016.
- La Monnaie de Paris, 1150 ans d'histoire, Albin Michel, 2015
- Paris n'est qu'un songe, Steinkis, 2016
- La Gloire des Maudits, Albin Michel, 2017
- Petits plaisirs que seul Paris procure, J'ai lu, 2017
- Dictionnaire amoureux illustré de Paris, Plon / Gründ, 2017
- Le Silence et la Fureur, en collaboration avec Natalie Carter, XO, 2018
- Narcisse et moi, rééditions de certaines nouvelles du Sourire des enfants morts et du Regard du poussin, Le Castor Astral, 2018
- Marthe Richard ou les beaux mensonges, Calmann-Lévy, 2018
- Petite encyclopédie (très subjective) du mauvais-goût , Michel Lafon, 2019
- Petit éloge de la gourmandise, éditions François Bourin, 2021 (Prix Jean Carmet 2021. Prix des écrivains gastronomes 2021. Prix du Clos Vougeot 2021).
- Ce que l'on sait de Max Toppard, Albin Michel, 2022
- Dictionnaire amoureux du mauvais goût, Plon, 2023 ("coup de Shako" du Prix des Hussards 2023)
- Arletty, un coeur libre, Calmann-Lévy, 2023
- L'Ile de l'orgueil, Albin Michel, 2025 (sous le nom de NéO)

### Nouvelles
- Plaisir d'offrir, in anthologie Noirs Complots (dir. Pierre Lagrange), publication avril 2003